# سوزان دانيلز
سوزان دانيلز (مواليد 7 مايو 1965-) هي مديرة تنفيذية ومنتجة وكاتبة أمريكية في مجال الترفيه. عملت على تطوير برامج تلفزيونية مثل: "داوسونز كريك"، و"بافي قاتلة مصاصي الدماء"، و"جيلمور غيرلز"، و"كوبرا كاي" (استكمال لفيلم الثمانينيات "فتى الكاراتيه"). كما نظمت أحداث بث مباشر عبر الإنترنت مع فنانين مثل كاتي بيري، وتايلور سويفت، وبول مكارتني.

## عملها الحالي
تشغل منصب رئيس كيومن سنس ميديا في منصة يوتيوب، حيث قادت جهود الشركة واستثماراتها في إنتاج المحتوى الأصلي. في مارس 2022، قررت دانييلز مغادرة هذا المنصب بسبب تقليص قسم المسلسلات الأصلية في المنصة. خلال فترة عملها في يوتيوب، أشرفت على إنتاج برامج مثل: "صعود ديفيد بلين"، و"كواتشيلا: عشرون عامًا في الصحراء"، و"عصر الذكاء الاصطناعي" بمشاركة روبرت داوني جونيور، و"كوبرا كاي"، و"ستيب أب: مياه عالية"، و"قصة فرقة الأولاد: قضية لو بيرلمان"، إضافة إلى تنظيم فعاليات بث مباشر مميزة مع فنانين ومشاهير مثل كاتي بيري، وويل سميث، وتايلور سويفت، وبول مكارتني.
قبل انضمامها إلى يوتيوب، شغلت دانييلز منصب رئيسة شبكة "إم تي في"، وتولت مناصب قيادية أخرى منها رئيسة قناة "لايف تايم" و"دبليو بي"، ونائبة رئيس قسم الكوميديا في شبكة "فوكس". خلال هذه الفترة، كانت مسؤولة عن الموافقة على إنتاج برامج تلفزيونية شهيرة مثل "بافي قاتلة مصاصي الدماء"، و"داوسونز كريك"، و"جيلمور غيرلز"، و"عرض ستيف هارفي"، و"آرمي وايفز"، و"السحر"، و"السابع في الجنة"، و"سمولفيل"، و"مشروع المدرج"، و"دروب ديد ديفا"، و"عرض جيمي فوكس"، و"الحياة السرية للمراهقين"، و"الصراخ".
ساهمت دانييلز في تأليف كتاب بعنوان "نهاية الموسم: الصعود والسقوط غير المتوقع لشبكتي WB وUPN" بالتعاون مع سينثيا ليتلتون. تشغل دانييلز حاليًا عضوية مجالس إدارة مؤسسات مثل "كومون سينس ميديا"، و"ميم(وحدة)" بجامعة كاليفورنيا في لوس أنجلوس، وجوائز "جورج فوستر بيبودي".

## تكريم وجوائز
في عام 2018، تم تكريم دانييلز بإدخالها إلى قاعة مشاهير مجلة "فرايتي"، كما حصلت على جائزة براندون تارتكوف للتراث وجائزة المرأة في قيادة صناعة الأفلام. بالإضافة إلى ذلك، نالت عدة جوائز وتقديرات مرموقة، منها:
- جائزة Shine من مشروع الإعلام، تقديرًا للرسائل الاجتماعية المؤثرة في المسلسلات.
- جائزة GENII من رابطة النساء الأمريكيات في التلفزيون والإذاعة.
- تكريم من مجموعة المساعدة.
- تكريم من الحملة الوطنية لمنع الحمل بين المراهقين.

حافظت دانييلز على وجودها البارز في قوائم الشخصيات التنفيذية الرائدة، بما في ذلك قوائم كيبل فاكس، وهوليوود ريبورتر، وفاريتي باور 10.

## حياتها الشخصية
نشأت دانييلز في مدينة ويستبورت بولاية كونيتيكت، وأكملت دراستها الجامعية في جامعة هارفارد. تعيش حاليًا في مدينة لوس أنجلوس مع زوجها، الذي يعمل كاتبًا ومنتجًا ومخرجًا، وهو جريج دانييلز، المعروف بأعماله مثل "المكتب"، و"الحدائق والترفيه"، و"ملك التل". ولديهما أربعة أبناء، من بينهم أوين دانييلز، الذي يعمل ممثلًا.
سوزان دانييلز هي شقيقة بول ليبرشتاين، الذي كتب مسلسل "ملك التل" وكان مشرفًا على إنتاج مسلسل "المكتب"، في الوقت الذي تولى فيه زوجها جريج دانييلز مهام الإشراف على المسلسل ذاته. في نوفمبر عام 2019، كان لدانييلز دور بارز في حل مشكلة الحسابات المحظورة على المنصة بعد استخدامها رموزًا تعبيرية بشكل مفرط. تواصلت مع ماركيبلير، مؤكدة أن المشكلة سيتم حلها، وتمت إعادة تنشيط الحسابات في وقت قصير.